# Paphiopedilum ciliolare
Paphiopedilum ciliolare és una espècie de planta de la família Orchidaceae. És endèmica de les Filipines. Habita les selves humides baixes tropicals o subtropicals. Es considera en perill d'extinció per pèrdua d'hàbitat.

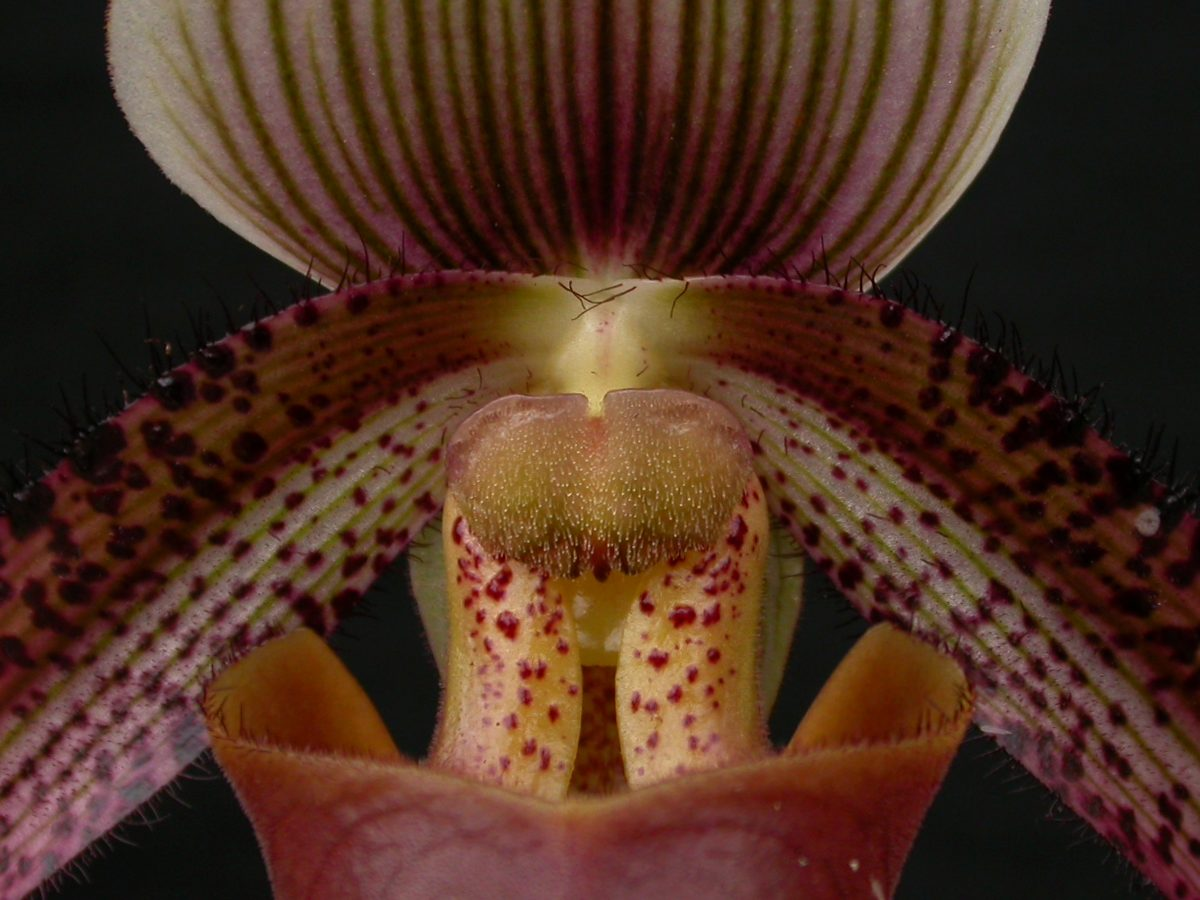
Detall de la flor

## Descripció
És una orquídia amb hàbit terrestre, amb fulles estretament oblongues o el·lípticooblongues de color verd fosc i pàl·lid, amb una inflorescència terminal d'una sola flor, pubescent, erecta, d'uns 25 cm de llarga i amb una bràctea ovalada que cobreix un quart d'ovari. És una flor d'estiu, que prefereix el clima fred al càlid.

## Distribució i hàbitat
Es troba a les Filipines en elevacions de 300 a 1.830 m.

## Taxonomia
Paphiopedilum ciliolare fou descrita per (Rchb.f.) Berthold Stein en Orchideenbuch, 462, 1892.
Etimologia
El nom del gènere ve de «Cypris», Venus, i de "pedilon" = 'sabata' o 'sabatilla', en referència al seu label inflat en forma de sabatilla.
ciliolare; epítet llatí que significa 'peluda': es refereix als pèls que n'hi ha a la bossa.
Sinonímia
- Cordula ciliolaris (Rchb.f.) Rolfe
- Cypripedium ciliolare Rchb.f.
- Cypripedium ciliolare var. miteauanum Limitin
- Cypripedium miteauanum L.Limitin & Rodigas
- Paphiopedilum ciliolare var. miteauanum (Limitin) Pfitzer
- Paphiopedilum superbiens subsp. ciliolare (Rchb.f.) M.W.Wood[3][4]